# NASDAQ OMX Riga
NASDAQ OMX Riga és una borsa de valors creada amb el nom de borsa de Riga (en anglès: Riga Stock Exchange, RSE) que opera a Riga, Letònia. És propietat de NASDAQ OMX, que opera també la borsa de Hèlsinki, d'Estocolm, la de Vilnius, a Estònia, als USA, a Dinamarca, a Islàndia i a Armènia.
RSE, conjuntament amb la borsa de Vilnius i la borsa de Tallinn és part del mercat bàltic conjunt que va ser establert per minimitzar les barreres d'inversió entre els mercats d'Estònia, Letònia i Lituània. Té un horari de sessions de pre-mercat de 08:45-10:00, un horari normal de sessions de negociació de 10:00 am a 04:00 pm i un horari de sessions de post-mercat de 04:00 pm a 04:30 pm.